# Fakultäts-Ehrentafeln der Universität Wien

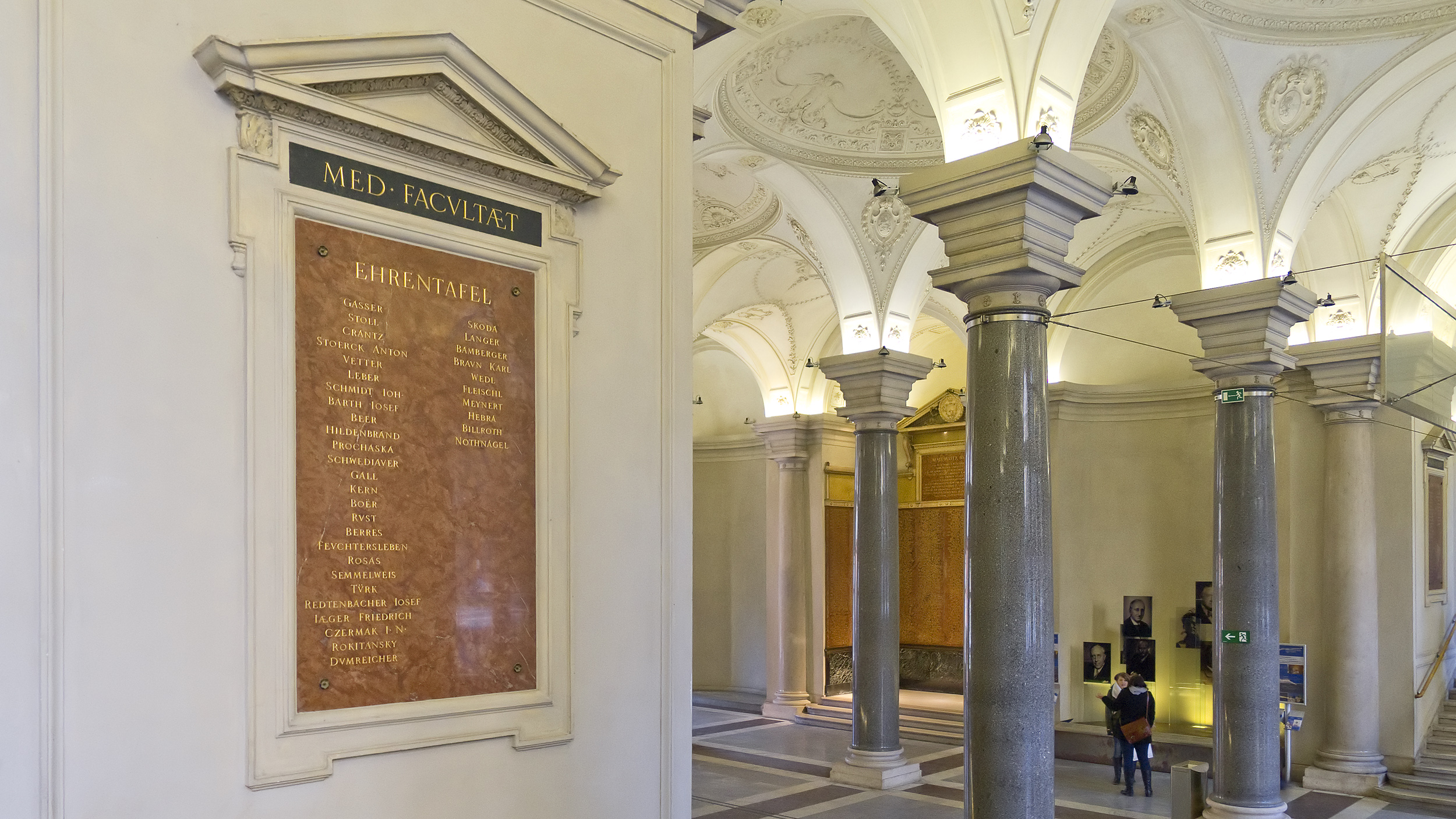
Ehrentafel in der Aula der Universität Wien

Die Fakultäts-Ehrentafeln sind Gedenktafeln im Hauptgebäude der Universität Wien, auf denen berühmte Studenten der Universität angeführt sind. Sie wurden bei den Aufgängen von der Aula zu den Seitenaulen und Feststiegen angebracht.

## Ehrentafeln
Die Tafeln wurden im Jahr 1890 für die damaligen vier Fakultäten beschlossen und 1893 angebracht. Einzelne Namen wurden später noch angefügt. Zu den Tafeln der Philosophischen Fakultät wurde auch eine weitere Tafel ergänzt. Besonders zum 600-Jahr Jubiläum der Universität im Jahr 1965 wurden weitere angefügt. Heute gelten die Tafeln als weitgehend abgeschlossen.

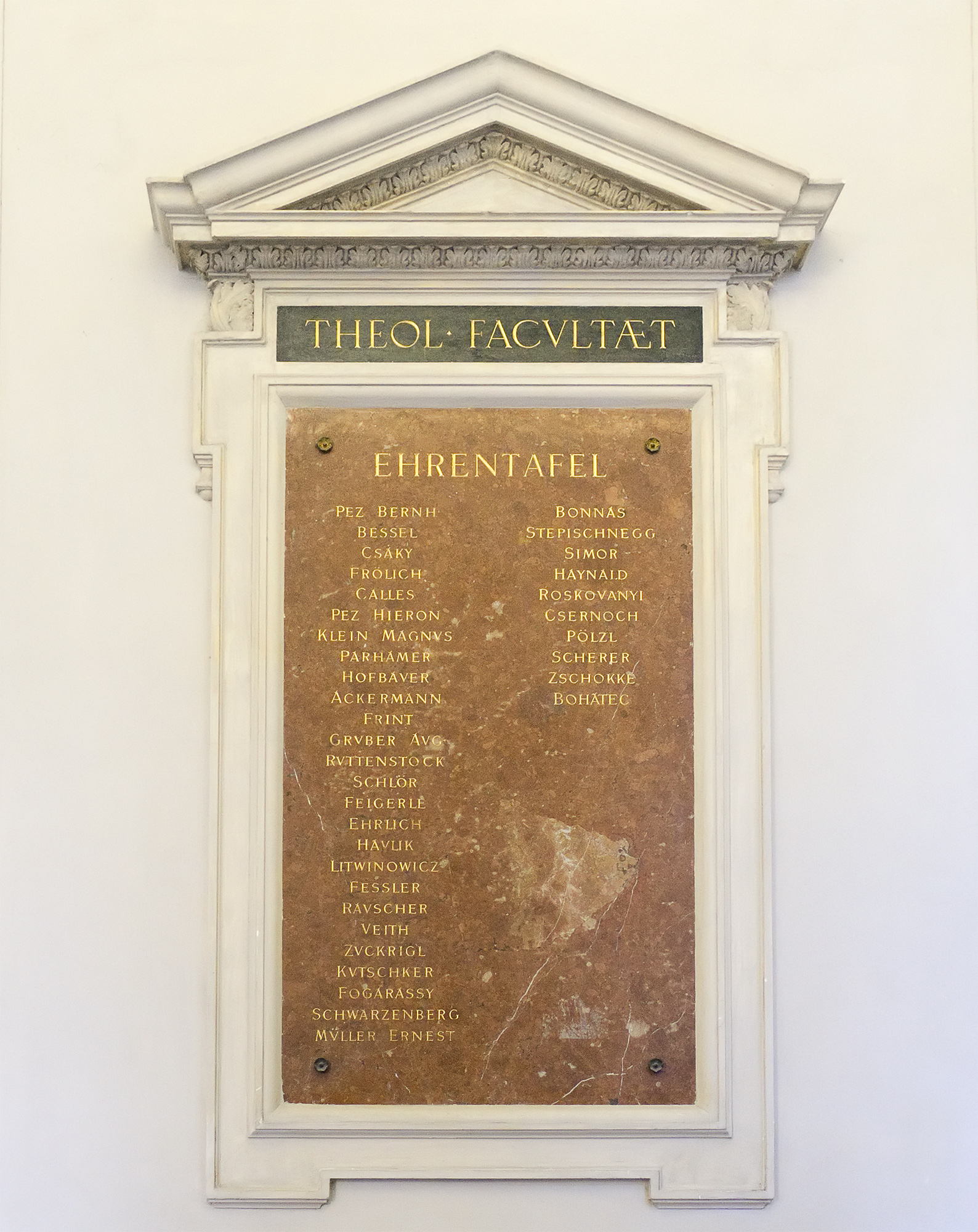
Theologische Fakultät
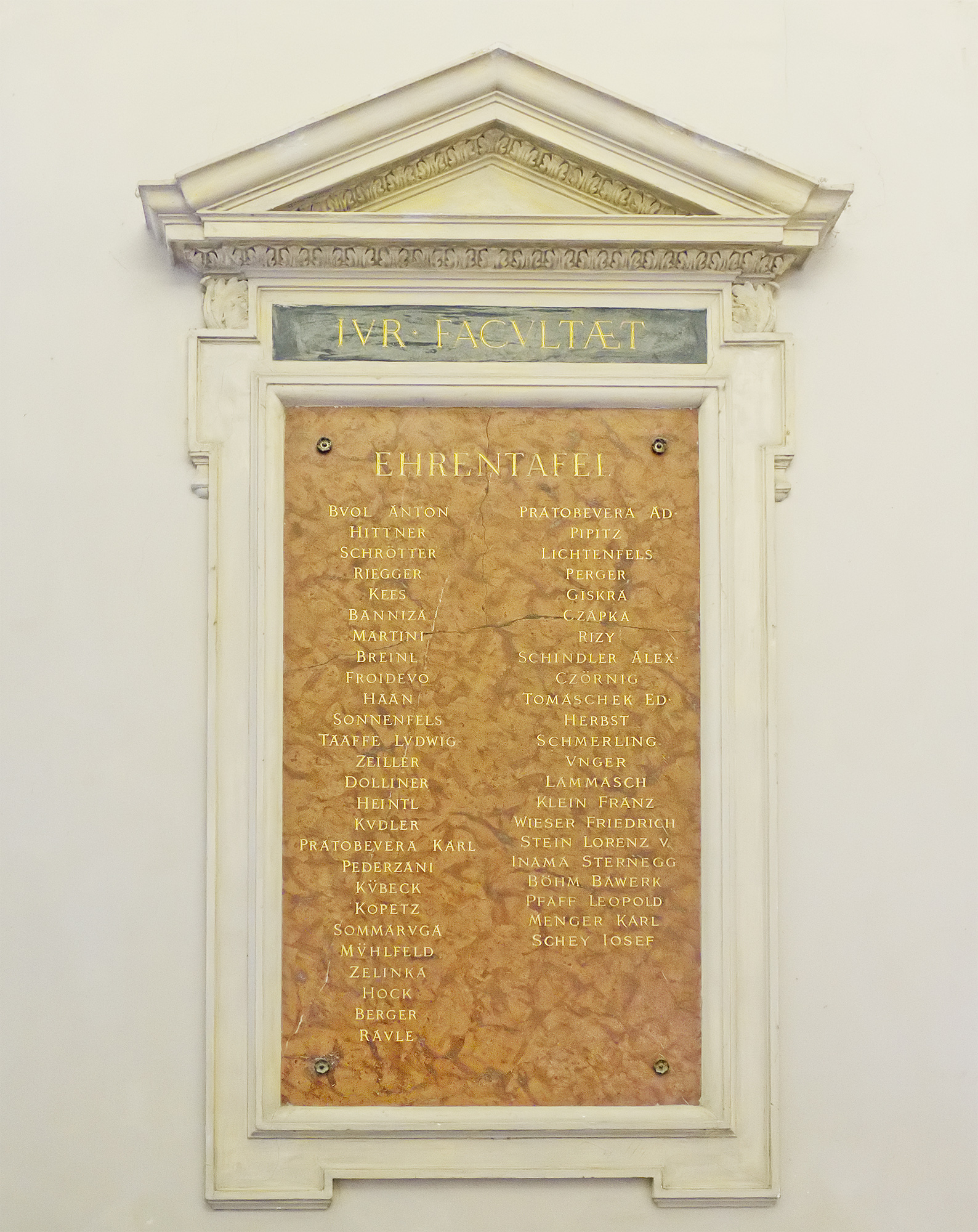
Juridische Fakultät
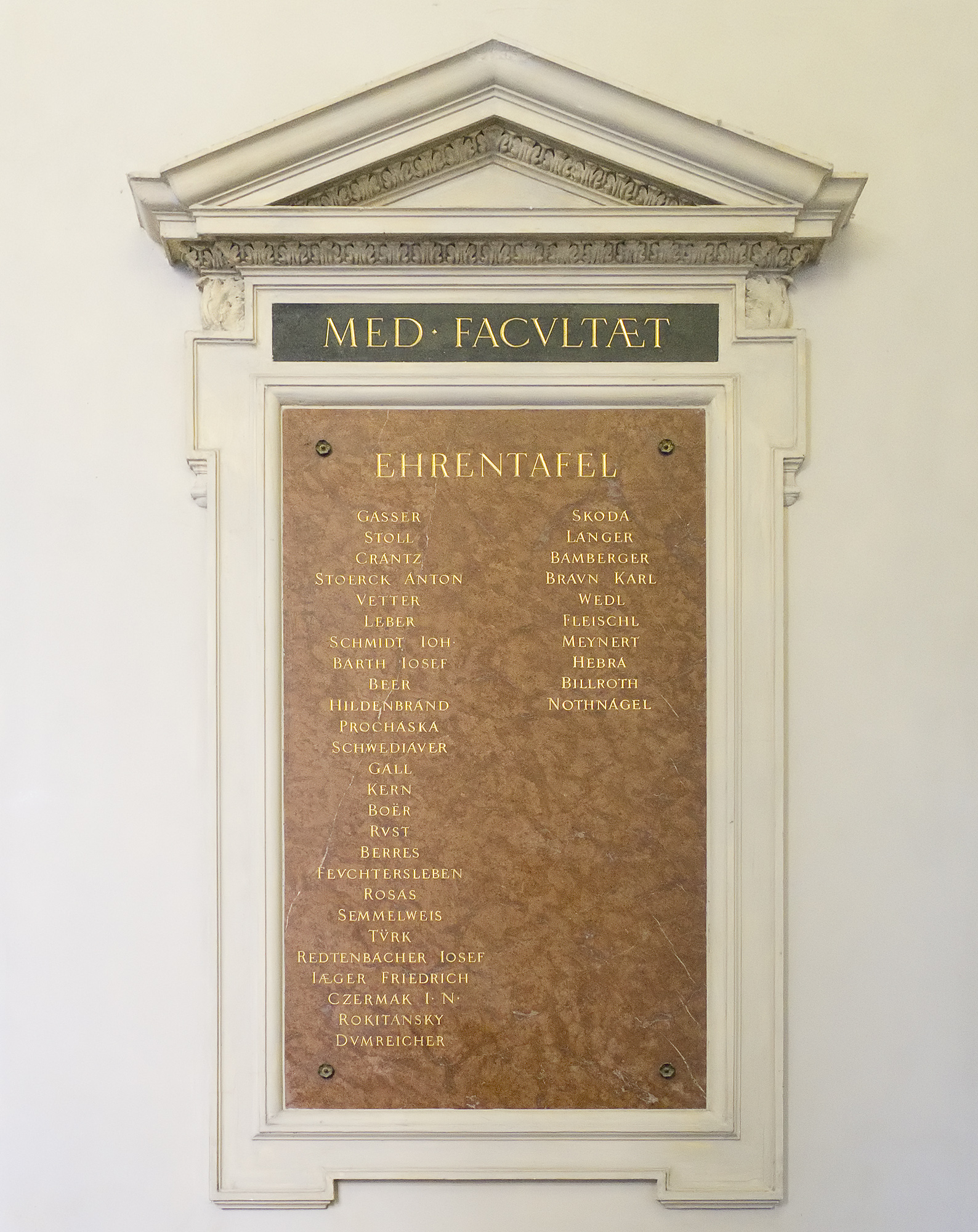
Medizinische Fakultät
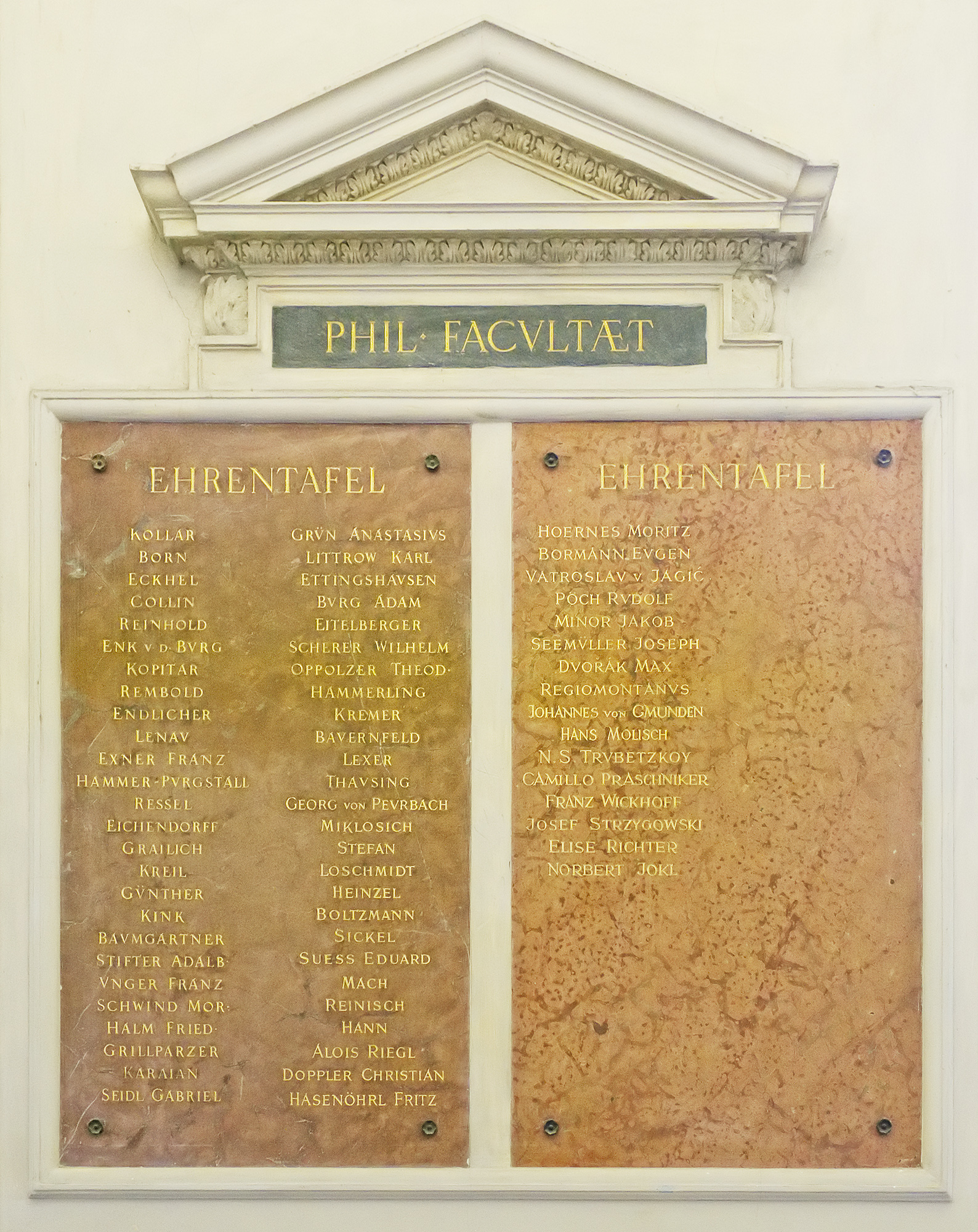
Philosophische Fakultät

Folgende Personen sind auf den Ehrentafeln angeführt:

## Theologische Fakultäten
| Name                                | geboren- gestorben | Eintrag                                                                          |
| ----------------------------------- | ------------------ | -------------------------------------------------------------------------------- |
| Leopold Ackermann                   | 1771–1831          | Theologe, Archäologe                                                             |
| Gottfried Bessel                    | 1672–1749          | Historiker                                                                       |
| Josef Bohatec *                     | 1876–1954          | evang. Theologe und Kirchenrechtler                                              |
| Alexander Bonnasz                   | 1812–1889          | Bischof von Csanád                                                               |
| Sigismund Calles                    | 1696–1767          | Jesuit und Historiker                                                            |
| Miklós Csáky                        | 1698–1757          | Bischof von Großwardein, Erzbischof von Kalocsa, Erzbischof von Esztergom (Gran) |
| Ján Černoch                         | 1852–1927          | Erzbischof von Esztergom (Gran)                                                  |
| Johann Nepomuk Ehrlich              | 1810–1864          | Moral- und Fundamentaltheologe                                                   |
| Ignaz Feigerle                      | 1795–1863          | Bischof von St. Pölten                                                           |
| Joseph Fessler                      | 1813–1872          | Bischof von St. Pölten                                                           |
| Michael Fogarassy                   | 1800–1882          | Bischof von Siebenbürgen                                                         |
| Jakob Frint                         | 1766–1834          | Bischof von St. Pölten                                                           |
| Erasmus Fröhlich                    | 1700–1758          | Jesuit und Hochschullehrer                                                       |
| Augustin Gruber                     | 1763–1835          | Theologe, Erzbischof von Salzburg                                                |
| Georg Havlik                        | 1788–1869          | Erzbischof von Zagreb (Agram)                                                    |
| Ludwig Haynald                      | 1816–1891          | Erzbischof und Botaniker                                                         |
| Clemens Maria Hofbauer              | 1751–1820          | Redemptorist, Schutzheiliger Wiens und früher Südmährens                         |
| Magnus Klein                        | 1717–1783          | 52. Abt von Göttweig                                                             |
| Johann Rudolf Kutschker             | 1810–1881          | Erzbischof von Wien                                                              |
| Spiridion Litwinowicz               | 1810–1869          | Erzbischof von Lemberg                                                           |
| Ernest Maria Müller                 | 1822–1888          | Bischof von Linz                                                                 |
| Ignaz Parhamer                      | 1715–1786          | Jesuit und Pädagoge, Rektor der Universität Wien                                 |
| Bernhard Pez                        | 1683–1735          | Benediktiner, Historiker und Bibliothekar                                        |
| Hieronymus Pez                      | 1685–1762          | Benediktiner, Historiker und Bibliothekar                                        |
| Franz Xaver Pölzl                   | 1840–1914          | Theologe                                                                         |
| Joseph Othmar von Rauscher          | 1797–1875          | Erzbischof von Wien, Kardinal                                                    |
| Augustín Roškováni                  | 1807–1892          | Bischof von Neutra                                                               |
| Jakob Ruttenstock                   | 1776–1844          | Propst von Klosterneuburg                                                        |
| Rudolf Ritter von Scherer           | 1845–1918          | Theologe und Kirchenrechtler                                                     |
| Alois Schlör                        | 1805–1852          | Moraltheologe und Seelsorger                                                     |
| Friedrich Fürst zu Schwarzenberg    | 1809–1885          | Erzbischof von Salzburg und Prag, Kardinal                                       |
| János Simor                         | 1813–1891          | Bischof von Győr, Erzbischof von Esztergom, Primas von Ungarn, Kardinal          |
| Jakob Ignaz Maximilian Stepischnegg | 1815–1889          | Fürstbischof von Lavant                                                          |
| Jakob Emanuel Veith                 | 1787–1876          | Theologe, Veterinärmediziner und Domprediger                                     |
| Hermann Zschokke                    | 1838–1920          | Weihbischof                                                                      |
| Jakob Zukrigl                       | 1807–1876          | Theologe                                                                         |

* wurde nach dem Jahr 1965 auf der Tafel ergänzt

## Juridische Fakultät
| Name                                           | geboren- gestorben | Eintrag                                                  |
| ---------------------------------------------- | ------------------ | -------------------------------------------------------- |
| Joseph Leonhard Banniza von Bazan              | 1733–1800          | Jurist, Zivilrecht                                       |
| Johann Nepomuk Berger                          | 1816–1870          | Schriftsteller, Politiker                                |
| Eugen Böhm von Bawerk *                        | 1851–1914          | Nationalökonom                                           |
| Friedrich Carl Breinl                          |                    | Jurist, Deutsches Privatrecht                            |
| Anton Franz Freiherr von Buol                  |                    |                                                          |
| Ignaz Czapka Ritter von Winstetten             | 1791–1881          | Bürgermeister, Polizeidirektor von Wien                  |
| Carl Czörnig Freiherr von Czernhausen          | 1804–1889          | Statistik                                                |
| Thomas Dolliner                                | 1760–1839          | Jurist, Kirchenrecht, Römisches Recht                    |
| Joseph Hyacinth Ritter von Froidevo            | 1735–1811          |                                                          |
| Carl Giskra                                    | 1820–1879          | Politiker, Innenminister                                 |
| Mathias Wilhelm Virgilius Ritter von Haan      | 1737–1816          | Jurist                                                   |
| Franz Ritter von Heintl                        | 1796–1881          | Jurist Nationalökonomie                                  |
| Eduard Herbst                                  | 1820–1892          | Politiker                                                |
| Karl Ferdinand Freiherr von Hock               | 1808–1869          | Nationalökonomie                                         |
| Karl Theodor von Inama-Sternegg *              | 1843–1908          | Wirtschaftsgeschichte, Statistik                         |
| Franz Georg Edler von Kees                     | 1747–1799          | Jurist                                                   |
| Franz Klein *                                  | 1854–1926          | Jurist, Zivilprozessrecht, Römisches Recht               |
| Wenzel Gustav Ritter von Kopetz                | 1782–1857          | Jurist, Mitglied der Studienhofkommission                |
| Joseph Ritter von Kudler                       | 1786–1853          | Jurist und Nationalökonom                                |
| Karl Friedrich Freiherr von Kübeck von Kübau   | 1780–1855          | Präsident der Hofkammer                                  |
| Heinrich Lammasch *                            | 1853–1920          | Jurist, Strafrecht                                       |
| Karl Anton Freiherr von Martini zu Wasserburg  | 1726–1800          | Jurist und Rechtsphilosoph                               |
| Eugen Alexander Megerle von Mühlfeld           | 1810–1868          | Jurist, Politiker                                        |
| Carl Menger *                                  | 1840–1921          | Nationalökonom                                           |
| Alois Pederzani                                |                    | Jurist, Justizhofrat                                     |
| Thaddäus Freiherr von Peithner von Lichtenfels | 1798–1877          | Präsident des Staatsrates, Politiker                     |
| Heinrich Edler Perger von Pergenau             | 1810–1878          | Jurist, Politiker                                        |
| Leopold Pfaff *                                | 1837–1914          | Zivilrechtsprofessor                                     |
| Joseph Ritter von Pipitz                       | 1798–1877          | Gouverneur der Nationalbank                              |
| Adolf Freiherr von Pratobevera-Wiesborn        | 1806–1875          | Politiker, Justizminister, Sektionschef                  |
| Karl Joseph Freiherr von Pratobevera-Wiesborn  | 1769–1853          | Jurist, Politiker, Staatsrat                             |
| Franz Freiherr von Raule                       | 1795–1871          | Jurist, Oberlandesgerichtspräsident                      |
| Joseph Anton Ritter von Riegger                | 1742–1795          | Jurist, Staatskirchenrechtslehrer                        |
| Franz Theobald Freiherr von Rizy               | 1807–1882          | Jurist, Oberlandesgerichtspräsident                      |
| Josef Freiherr von Schey-Koromla *             | 1853–1938          | Jurist, Bürgerliches Recht                               |
| Alexander Julius Schindler                     | 1818–1885          | Schriftsteller, Politiker                                |
| Anton Ritter von Schmerling *                  | 1805–1893          | Minister                                                 |
| Franz Ferdinand Edler von Schroetter           | 1736–1780          | Jurist, Geschichte                                       |
| Franz Vinzenz Freiherr von Sommaruga           | 1780–1860          | Minister, Präsident des Obersten Gerichtshofes           |
| Joseph von Sonnenfels                          | 1732–1817          | Schriftsteller und Lehrer der Politischen Wissenschaften |
| Lorenz Ritter von Stein *                      | 1815–1890          | Jurist, Staats- und Verwaltungsrecht                     |
| Ludwig Graf Taaffe                             | 1833–1895          | Justizminister                                           |
| Eduard Freiherr von Tomaschek                  |                    | Politiker, Sektionschef                                  |
| Joseph Unger *                                 | 1828–1913          | Jurist, Bürgerliches Recht                               |
| Friedrich Freiherr von Wieser *                | 1851–1926          | Nationalökonomie                                         |
| Franz Alois Edler von Zeiller                  | 1751–1828          | Jurist, Römisches Recht                                  |
| Andreas Zelinka                                | 1802–1868          | Bürgermeister von Wien                                   |

* Diese Namen wurden nachträglich, aber noch vor dem Jahr 1965, ergänzt.

## Medizinische Fakultät
| Name                                        | geboren- gestorben | Eintrag                                          |
| ------------------------------------------- | ------------------ | ------------------------------------------------ |
| Heinrich von Bamberger                      | 1822–1888          | Pathologe                                        |
| Joseph Barth                                | 1745–1918          | Arzt, Augenheilkunde                             |
| Georg Joseph Beer                           | 1763–1821          | Arzt, Augenheilkunde                             |
| Christian Joseph Berres von Perez           | 1796–1844          | Mediziner und Anatom                             |
| Theodor Billroth *                          | 1829–1894          | Arzt, Chirurgie                                  |
| Johann Lukas Boër                           | 1751–1835          | Arzt, Gynäkologie                                |
| Karl Johann Braun Ritter von Fernwald       | 1822–1891          | Gynäkologe                                       |
| Heinrich Johann Nepomuk Freiherr von Crantz | 1722–1797          | Arzt, Physiologie, Botanik                       |
| Johann Nepomuk Czermak                      | 1828–1873          | Physiologe                                       |
| Johann Dumreicher Freiherr von Österreicher | 1815–1880          | Arzt, Chirurgie                                  |
| Ernst Freiherr von Feuchtersleben           | 1806–1849          | Arzt, Psychiatrie                                |
| Ernst Fleischl von Marxow                   | 1846–1891          | Arzt, Physiologie                                |
| Franz Joseph Gall                           | 1758–1828          | Anatom                                           |
| Johann Lorenz Gasser                        | 1723–1765          | Anatom                                           |
| Ferdinand Ritter von Hebra *                | 1816–1880          | Arzt, Dermatologie                               |
| Johann Valentin von Hildebrand              | 1763–1818          | Arzt                                             |
| Friedrich Jäger von Jaxthal                 | 1784–1871          | Arzt, Augenheilkunde                             |
| Vinzenz Kern                                | 1760–1829          | Arzt, Chirurgie                                  |
| Karl Langer Ritter von Edenberg             | 1819–1887          | Arzt, Anatomie                                   |
| Ferdinand Josef Edler von Leber             | 1727–1808          | Arzt, Anatomie, Pharmazie                        |
| Theodor von Meynert                         | 1833–1892          | Psychiater und Aneuroanatom                      |
| Hermann Nothnagel *                         | 1841–1905          | Arzt, Interne Medizin                            |
| Georg Prochaska                             | 1749–1820          | Gynäkologe und Physiologe                        |
| Josef Redtenbacher                          | 1810–1870          | Chemie                                           |
| Carl Freiherr von Rokitansky                | 1804–1878          | Arzt, Anatomie, Pathologie                       |
| Anton Edler von Rosas                       | 1791–1855          | Mediziner in der Augenmedizin                    |
| Johann Nepomuk Rust                         | 1775–1840          | Arzt, Chirurgie                                  |
| Johann Adam Schmidt                         | 1759–1809          | Mediziner in der Augenheilkunde                  |
| Franz Xaver Schwediauer                     | 1748–1848          | Arzt, Syphilidologe                              |
| Ignaz Philipp Semmelweis                    | 1818–1865          | Arzt, Gynäkologie                                |
| Josef Skoda                                 | 1805–1881          | Arzt, Interne Medizin                            |
| Anton Freiherr von Stoerck                  | 1731–1803          | Arzt, Oberdirektor des Allgemeinen Krankenhauses |
| Maximilian Stoll                            | 1742–1787          | Internist                                        |
| Ludwig Türck                                | 1810–1868          | Laryngologe                                      |
| Alois Rudolf Vetter                         | 1765–1806          | Pathologe, Anatom                                |
| Karl Wedl                                   | 1815–1891          | Arzt, Histologie                                 |

* Diese Namen wurden nachträglich, aber noch vor dem Jahr 1965, ergänzt.

## Philosophische Fakultät
| Name                                  | geboren- gestorben | Eintrag                                    |
| ------------------------------------- | ------------------ | ------------------------------------------ |
| Eduard von Bauernfeld                 | 1802–1890          | Schriftsteller                             |
| Andreas Freiherr von Baumgartner      | 1793–1865          | Physiker und Staatsmann                    |
| Ludwig Boltzmann *                    | 1844–1906          | Physik, Mathematik                         |
| Eugen Bormann **                      | 1842–1917          | Geschichte, Alte Geschichte, Epigraphik    |
| Ignaz Edler von Born                  | 1742–1791          | Mineralogie, Paläontologie                 |
| Adam Freiherr von Burg                | 1797–1882          | Mathematik, Technik                        |
| Heinrich Joseph von Collin            | 1771–1811          | Schriftsteller                             |
| Christian Doppler *                   | 1803–1853          | Physik, Mathematik                         |
| Max Dvorák **                         | 1874–1921          | Kunstgeschichte                            |
| Joseph Hilarius Eckhel                | 1737–1798          | Numismatiker                               |
| Joseph Freiherr von Eichendorff       | 1788–1857          | Schriftsteller                             |
| Rudolf Eitelberger Edler von Edelberg | 1817–1885          | Kunsthistoriker und Ordinarius             |
| Stephan Ladislaus Endlicher           | 1804–1849          | Botaniker                                  |
| Michael Leopold Enk von der Burg      | 1788–1843          | Schriftsteller, Dichter, Benediktinermönch |
| Andreas Ritter von Ettinghausen       | 1796–1878          | Physiker und Mathematiker                  |
| Franz Serafin Exner                   | 1802–1853          | Philosoph                                  |
| Johannes von Gmunden ***              | 1380–1442          | Mathematik, Astronomie                     |
| Joseph Grailich                       | 1829–1859          | Mineraloge                                 |
| Franz Grillparzer                     | 1791–1872          | Schriftsteller                             |
| Anastasius Grün                       | 1806–1876          | Schriftsteller                             |
| Anton Günther                         | 1783–1863          | Philosoph, Religionsphilosophie, Ästhetik  |
| Friedrich Halm                        | 1806–1871          | Schriftsteller                             |
| Robert Hamerling                      | 1830–1889          | Schriftsteller                             |
| Joseph Freiherr von Hammer-Purgstall  | 1774–1856          | Orientalistik, Geographie                  |
| Julius von Hann *                     | 1839–1921          | Meteorologe                                |
| Fritz Hasenöhrl *                     | 1874–1915          | Physik                                     |
| Richard Heinzel *                     | 1838–1905          | Germanistik                                |
| Moriz Hoernes **                      | 1852–1917          | Prähistoriker                              |
| Vatroslav von Jagić **                | 1838–1923          | Slawistik                                  |
| Norbert Jokl ***                      | 1877–1942          | Albanologe                                 |
| Theodor Georg Ritter von Karajan      | 1810–1873          | Geschichte                                 |
| Rudolf von Kink                       | 1822–1864          | Historiker                                 |
| Adam Kollar                           | 1718–1783          | Historiker und Bibliothekar                |
| Bartholomaeus Kopitar                 | 1780–1844          | Slawistiker                                |
| Carl Kreil                            | 1798–1862          | Meteorologe, Astronomie, Geophysik         |
| Alfred Freiherr von Kremer            | 1828–1889          | Orientalist, Handelsminister, Konsul       |
| Nikolaus Lenau                        | 1802–1850          | Schriftsteller                             |
| Mathias Lexer                         | 1830–1892          | Germanistik                                |
| Karl Ludwig von Littrow               | 1811–1877          | Astronomie                                 |
| Ernst Mach                            | 1838–1916          | Physik, Philosophie                        |
| Franz Xaver Ritter von Miklosich      | 1813–1891          | Philologe und Slawistiker                  |
| Jakob Minor                           | 1855–1912          | Germanistik                                |
| Hans Molisch                          | 1856–1937          | Pflanzenphysiologie                        |
| Theodor Ritter von Oppolzer           | 1841–1886          | Astronomie                                 |
| Georg Aunpeck von Peuerbach *         | 1423–1461          | Astronom und Mathematiker                  |
| Rudolf Pöch **                        | 1870–1921          | Anthropologie, Ethnographie                |
| Camillo Praschniker *                 | 1884–1949          | Archäologie                                |
| Johannes Regiomontanus **             | 1436–1476          | Astronomie                                 |
| Carl Leonhard Reinhold                | 1757–1823          | Philosoph und Schriftsteller               |
| Leo Reinisch *                        | 1832–1919          | Ägyptologe, Afrikanistik                   |
| Leopold Rembold                       | 1787–1844          | Philosoph                                  |
| Joseph Ressel                         | 1793–1857          | Erfinder, Techniker                        |
| Elise Richter ***                     | 1865–1943          | Romanistik                                 |
| Alois Riegl *                         | 1858–1905          | Kunstgeschichte                            |
| Wilhelm Scherer                       | 1841–1886          | Germanistik, Literaturgeschichte           |
| Moritz von Schwind                    | 1804–1871          | Maler                                      |
| Joseph Seemüller **                   | 1855–1920          | Germanist                                  |
| Johann Gabriel Seidl                  | 1804–1875          | Schriftsteller                             |
| Theodor Ritter von Sickel *           | 1826–1908          | Historiker und Diplomatiker                |
| Josef Stefan *                        | 1835–1893          | Physiker                                   |
| Adalbert Stifter                      | 1805–1868          | Schriftsteller                             |
| Josef Strzygowsky ***                 | 1862–1941          | Kunsthistoriker                            |
| Eduard Suess                          | 1831–1914          | Geologe und Paläontologe                   |
| Moriz Thausing                        | 1838–1884          | Kunstgeschichte, Direktor der Albertina    |
| Nikolai Sergejewitsch Trubetzkoy ***  | 1890–1938          | Slawistiker                                |
| Franz Unger                           | 1800–1870          | Botanik                                    |
| Franz Wickhoff ***                    | 1853–1909          | Kunstgeschichte                            |

* Diese Namen wurden nachträglich, aber noch vor dem Jahr 1957, ergänzt.

** Diese Namen wurden nachträglich in den Jahren zwischen 1957 und 1965 ergänzt.

*** Diese Namen wurden nachträglich in den Jahren nach 1965 ergänzt.